# Daisuke Sakata
Daisuke Sakata (jap. 坂田 大輔, Sakata Daisuke; * 16. Januar 1983 in Yokohama, Präfektur Kanagawa) ist ein japanischer ehemaliger Fußballspieler.

## Karriere
Der 1,74 Meter große Stürmer begann seine Karriere bei den Yokohama F. Marinos im Jahr 2001, wo er bei der 0:2-Niederlage gegen den FC Tokyo debütierte. Am 18. August 2001 schoss er das erste Tor in einem Ligaspiel beim Spiel gegen Kashiwa Reysol. Daisuke war 2003 Mitglied des japanischen Teams bei der U-19-Fußball-Asienmeisterschaft und das Team qualifizierte sich für die Junioren-Fußballweltmeisterschaft 2003. In den Vereinigten Arabischen Emiraten schoss er während der Junioren-Fußballweltmeisterschaft vier Tore und wurde Torschützenkönig. Das Team schied beim Viertelfinale aus und wurden von Brasilien besiegt.
Sein Debüt für die japanische Fußballnationalmannschaft gab er am 9. August 2006 bei einem Freundschaftsspiel gegen Trinidad und Tobago. Nach neun Jahren in Japan wechselte er 2011 nach Griechenland zum Erstligisten Aris Thessaloniki. Doch nach nur einer Saisonhälfte kehrte er wieder in seine Heimat zum FC Tokyo zurück. Seit 2012 steht er bei Avispa Fukuoka unter Vertrag.

## Titel und Ehrungen
Yokohama F. Marinos
- J. League Cup (2001)
- J. League Division 1 (2003 und 2004)
- Japanischer Fußball-Supercup (2004 und 2005)

Persönliche Ehrungen
- Junioren-Fußballweltmeisterschaft 2003 („Silver Shoe“, dt. Übersetzung: Silberner Schuh)
- J. League Division 1 „Fair Play Player Award“ (2007)